# 富川梧亭警察署
富川梧亭警察署（プチョノジョンけいさつしょ）は、京畿地方警察庁所管の警察署である。

## 管轄区域
- 富川市のうち梧亭区

## 沿革
- 2010年7月23日 -　開設。

## 組織
- 警務課
- 生活安全課
- 警備・交通課
- 刑事課
- 捜査課
- 情報・保安課

## 管轄地区隊
- 遠宗地区隊

## 管轄派出所
- 高康派出所
- 城谷派出所
- 内洞派出所